# Liopygus subsuturalis
Liopygus subsuturalis är en skalbaggsart som beskrevs av Desbordes 1919. Liopygus subsuturalis ingår i släktet Liopygus och familjen stumpbaggar. Inga underarter finns listade i Catalogue of Life.